# Kinderbuchhaus im Altonaer Museum

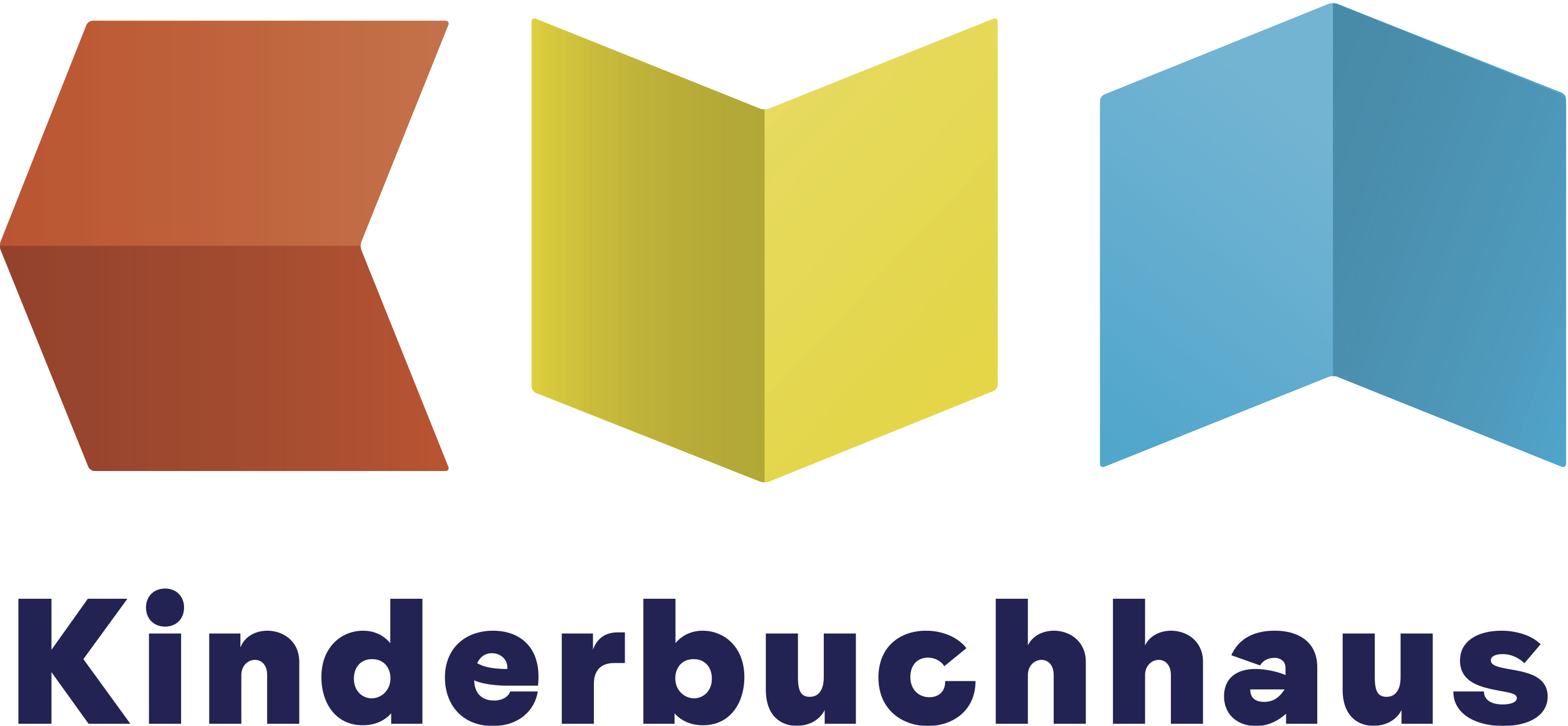
Das Logo des Kinderbuchhauses

Das Hamburger Kinderbuchhaus im Altonaer Museum ist ein Ort, an dem Originalillustrationen aus dem Bereich der Kinder- und Jugendliteratur zu sehen sind. Gezeigt werden sowohl die Werke namhafter Buchkünstler und Illustratoren als auch Skizzen und Entwürfe, die zur Entstehung der endgültigen Illustration notwendig waren.
Dem Aspekt „Buchkultur erlebbar zu machen“ widmen sich die Werkstätten für Schüler, die regelmäßig mit Buchkünstlern, Illustratoren und Autoren durchgeführt werden. Auch ein Weiterbildungsprogramm für Lernbegleiter und Pädagogen sowie Auszubildende, Studierende und Volontäre wird angeboten. Ebenso gehören zu den regelmäßigen Begleitveranstaltungen des Kinderbuchhauses Lesungen, Vorträge sowie Buchpräsentationen.

## Geschichte
Das Kinderbuchhaus wurde im November 2005 eröffnet und ist eine eigenständige Institution im Altonaer Museum. Die Gründung wurde bereits 2004 vom gemeinnützigen Hamburger Verein „Forum für Bilder-Buch-Kultur e.V.“ eingeleitet, der auch der Träger des Kinderbuchhauses ist. Zu den Unterstützern gehören die Behörde für Kultur und Medien Hamburg, das Altonaer Museum, die Bijou Brigitte-Stiftung, der Carlsen Verlag, Allianz Trade, die Dorothea und Martha Sprenger Stiftung, die STIFTUNG MARITIM Hermann & Milena Ebel, Hörbuch Hamburg sowie die Buchbinderei Karen Begemann und Paperlux GmbH. Seit 2018 gehören auch die Bodo Röhr Stiftung sowie die Ulli & Uwe Kai Stiftung zu den Förderern des Kinderbuchhauses.
Das Kinderbuchhaus ist ein Akteur der Leseförderung in Hamburg. Die Leiterin des Kinderbuchhauses ist die Kunsthistorikerin Dr. Dagmar Gausmann-Läpple. Schirmherrin war Kirsten Boie. Seit 2011 ist Sabine Wilharm die Patin des Kinderbuchhauses.
Seit September 2024 verfügt das Kinderbuchhaus über eigene Räume im Erdgeschoss des Museums (ehemals Museumsarchiv) mit Bühne, eigenem Werkstattraum und Büroräumen. Ermöglicht wurden die Umbaumaßnahmen mit Mitteln des Sanierungsfonds der Hamburger Bürgerschaft, der Behörde für Kultur und Medien, der Bodo Röhr Stiftung und der Bijou Brigitte Stiftung.

## Programm
Im Zentrum des Programms des Kinderbuchhauses stehen die Ausstellungen von Originalillustrationen aus Kinder- und Jugendbüchern. Rund um die Ausstellungen werden Werkstätten und Lesungen durchgeführt. Diese Werkstätten richten sich vorwiegend an Kinder und Jugendliche, an Schulklassen sowie an Erwachsene, die mit Kindern zusammenarbeiten.
Einen weiteren programmatischen Schwerpunkt bildet die Förderung und Vernetzung der Hamburger Buchkünstlerszene durch Fortbildungsprojekte und die Bereitstellung eines Forums für Buchkunst.

## Ausstellungen im Kinderbuchhaus

Lage in Hamburg

- Mai 2006 – Oktober 2006: Ausstellung der Künstlerinnengruppe m.art.a: „Von der Idee zum Bilderbuch.“[5]
- Oktober 2006 – Februar 2007: „Groß ist die Welt“ Sabine Friedrichson
- Februar 2007 – Juni 2007: „Märchenhaft - Die Illustrationen von Henriette Sauvant“
- Juni 2007: „Land in Sicht“ Kinder der Schule Chemnitzstraße (heute Louise Schröder Schule) in Altona schreiben und malen Geschichten über Heimweh, Fernweh und über das zu Hause sein.
- Juni 2007 – November 2007: „Larissa Bertonasco: La nonna La cucina La vita.“
- November 2007 – Mai 2008: „Weihnachtsbäume und andere Glücksschweine. Bilderbuchillustrationen von Franziska Biermann.“
- Mai 2008 – Januar 2009: „Von Helden und Heringen. Bilderbuchillustrationen von Sabine Wilharm.“
- Januar 2009 – November 2009: „Hamburg, Hafen und Meehr!! Die wunderbaren Bilderwelten von Peter Schössow.“
- November 2009 – Juni 2010: „Tauchen die Bildermeere von Dieter Wiesmüller“
- April 2011: „Junge! Junge!“ 21 Hamburger Bilderbuchkünstler und -künstlerinnen
- September 2012: „Paula und die Anderen“ u. a. Sabine Wilharm, Peter Schössow und sieben weitere Illustratoren.[6]
- 2015–2016 „Von Fischern und ihren Frauen“ mit Bildern von Katja Gehrmann, Jonas Lauströer und Sabine Wilharm.
- September 2016 – Oktober 2017 „Kleine Mäuse, große Schritte. Torben Kuhlmanns Bilderwelten.“
- November 2017 – Oktober 2018 – „Einfach ligneal! Bildergeschichten von Ole Könnecke.“
- Dezember 2018 – Juni 2019 – „Mein Bild von Georgien! Künstlerische Reflektionen über ein Land und seine Kultur.“
- August 2019 – Juni 2020 – „Ganz neu! Der Hamburger Bilderbuchpreis - die Shortlist.“
- August 2021 – 2023 – Von Walen und MeerJungsFrauen. Hamburg im Bilderbuch.
- 2023 – Juni 2024 – Katenzauber. Das Kinderbuchhaus in der Vierländer Kate.
- September 2024 – Juni 2025 – ZUHAUSE. Ansichten eines phantastischen Ortes.